# Jack Goldstone
Pour les articles homonymes, voir Goldstone.
Jack A. Goldstone (né le 30 septembre 1953) est un sociologue, politologue et historien étasunien spécialisé dans les études des mouvements sociaux, des révolutions, de la démographie politique et de la « montée de l'Occident » dans l'histoire mondiale. Il est auteur ou éditeur de 13 livres et de plus de 150 articles de recherche. Il est reconnu comme l'une des principales autorités en matière d'étude des révolutions et des changements sociaux de long terme. Son travail a apporté des contributions fondamentales aux domaines de la cliodynamie, de l'histoire économique et de la démographie politique,,. Il a été le premier chercheur à décrire en détail et à documenter la relation cyclique sur le long terme entre les cycles démographiques mondiaux et les cycles de rébellion et de révolution politiques. Il est également l'un des pères fondateurs de la démographie politique, une discipline  étudiant l'impact des tendances démographiques locales, régionales et mondiales sur la sécurité internationale et la politique nationale.

## Carrière universitaire
Goldstone est professeur à l'Université George Mason à Arlington, en Virginie . En 2016, il a été professeur de politique publique à l'Université des sciences et technologies de Hong Kong et directeur du HKUST Institute for Public Policy,,. De 2013 à 2015, il a été le directeur et le fondateur du laboratoire de recherche en macrodynamique sociale de l'Académie russe d'économie nationale et d'administration publique de Moscou. Il a également travaillé en tant que consultant du gouvernement américain, par exemple, en tant que président de l'évaluation du Conseil national de la recherche sur la démocratie de l' USAID.

## Prix académiques
Ses prix académiques comprennent le prix de la publication savante de l'American Sociological Association, pour son livre « Revolution and Rebellion in the Early Modern World » (trad: « Révolution et rébellion au commencement du monde moderne »). Il a également remporté le prix Arnaldo Momigliano de la Société historique et sept prix du «meilleur article» dans les domaines de la sociologie comparée / historique, de la sociologie politique, de la théorie sociale, du comportement collectif et des mouvements sociaux. Il a remporté des bourses du Council of Learned Societies, de l' US Institute of Peace, de la MacArthur Foundation, de l'Australian Research School of Social Sciences, de l' Institut canadien des recherches avancées et est un élu membre du Conseil des affaires étrangères et de l' Association de recherche sociologique. Il a été invité par Richard Holbrooke à l' American Academy de Berlin.

## Publications
- (en) John F. May, Jack A. Goldstone, Handbook of Revolutions in the 21st Century. The New Waves of Revolutions, and the Causes and Effects of Disruptive Political Change, Springer, 2022 (ISBN 9783031020407)

- (en) John F. May, Jack A. Goldstone, International Handbook of Population Policies, Routledge, 2022 (ISBN 9783031019982)

- (en) Jack Goldstone, Ted Robert Gurr, Revolutions of the Late Twentieth Century, Routledge, 2019, 408 p. (ISBN 9780367286019)

- (en) Jack A. Goldstone, Revolution and Rebellion in the Early Modern World : Population Change and State Breakdown in England, France, Turkey, and China,1600-1850, 2016 (ISBN 9781138222120)

- Les phases de la transition démographique mondiale sont en corrélation avec les phases de la grande divergence et de la grande convergence, les prévisions technologiques et le changement social (2015)
- Révolutions: une très courte introduction (2014)
- Démographie politique: comment les changements de population remodèlent la sécurité internationale et la politique nationale, co-édité avec Eric P. Kaufmann et Monica Duffy Toft (2012)
- Comprendre les révolutions de 2011: faiblesse et résilience des autocraties du Moyen-Orient Affaires étrangères (2011)
- La nouvelle bombe démographique, Affaires étrangères (2010)
- Pourquoi l'Europe? La montée de l'Occident dans l'histoire du monde 1500–1850 (2008)
- États, parties et mouvements sociaux (2003)
- Révolutions et révoltes au commencement du monde moderne (1991), édition du 25e anniversaire (2016).
- Révolutions de la fin du XXe siècle (1991)

## Voir également
- Cliodynamique
- Théorie structurelle-démographique